# Edoxudina
Edoxudina o edossudina è un farmaco antivirale, un analogo della timidina, utilizzato in medicina come rimedio topico nelle infezioni da herpes simplex virus ed herpes zoster.

## Chimica
Schema di sintesi:

## Farmacodinamica
L'edoxudina è un nucleoside pirimidinico con struttura chimica simile a quella della timidina. La molecola si comporta come un antimetabolita. I virus a DNA e gli herpes virus utilizzano la timidina nella sintesi dell'acido desossiribonucleico (DNA). All'interno della cellula viene ad essere attivata con un meccanismo di fosforilazione grazie ad un enzima specifico, la timidina chinasi (TK, enzima fosforilante codificato da herpes simplex). La molecola nella sua forma fosforilata interferisce con la sintesi del DNA virale.
Viene infatti utilizzata come substrato per la DNA polimerasi virale, e porta alla formazione di DNA 'difettoso' in quanto la molecola viene incorporata nel filamento di DNA sostituendo molte delle normali basi di timidina. Tutta la struttura del filamento di DNA viene ad essere destabilizzata, viene ad essere inibita la formazione di molte proteine codificate dal DNA del virus e ne viene ostacolata la replicazione e l'accrescimento della catena di DNA virale.

## Farmacocinetica
L'uso di edoxudina è destinato alla somministrazione topica sotto forma di crema (esistono preparazioni al 3%), collirio (concentrazione allo 0,3%) e gel (preparazione all'1,2%).
Edoxudine è meglio assorbita come crema in base acquosa rispetto ad aciclovir come base di polietilene glicole.

È singolare che la velocità di assorbimento di edoxudine aumenti con il trascorrere del tempo dopo l'applicazione.

Nell'organismo edoxudina viene metadolizzata e degradata a 5-etiluracile attraverso l'azione dell'enzima pirimidina nucleoside fosforilasi.

## Usi clinici
La molecola trova indicazione nel trattamento locale delle lesioni cutanee genitali ricorrenti causate dal virus herpes simplex. Il farmaco si è dimostrato efficace nel ridurre la durata e la gravità della sintomatologia clinica.

## Effetti collaterali ed indesiderati
La reazione avversa più frequentemente riportata durante il trattamento topico con edoxudina è stata una sensazione di bruciore, lieve e transitoria, nel sito di applicazione. Altre reazioni indesiderate riportate con una frequenza inferiore sono state reazioni da ipersensibilità e prurito.

## Controindicazioni
Edoxudina è controindicata nei soggetti con ipersensibilità nota al principio attivo oppure ad uno qualsiasi degli eccipienti utilizzati nelle diverse forme farmaceutiche.

## Dosi terapeutiche
Viene consigliata l'applicazione di una piccola quantità di gel, 2 volte al giorno, nelle zone interessate dalle lesioni. Nei pazienti immunocompetenti, in considerazione del fatto che la fase di replicazione del virus non dura più di 2 o 3 giorni, la durata del trattamento può essere limitata a quattro giorni.